# الحزب الجمهوري (تونس)
الحزب الجمهوري هو حزب سياسي تونسي تأسس في 9 أبريل سنة 2012 عن طريق دمج «الحزب الديمقراطي التقدمي» و«حزب آفاق تونس» و«حزب الإرادة»، و«حزب الكرامة»، و«حركة بلادي»، و«حزب الديمقراطية والعدالة الاجتماعية»، والعديد من الأقليات السياسية والمستقلين، تترأس الحزب حاليا الأمينة العامة السابقة للحزب الديمقراطي التقدمي «مية الجريبي».
يحمل الحزب 8 من بين 217 مقعدا بالمجلس الوطني التأسيسي التونسي ويعد من أحد أكبر أحزاب المعارضة بالمجلس.

## الأعضاء
- مية الجريبي، الأمين العام للحزب الديمقراطي التقدمي
- ياسين إبراهيم، الأمين العام لحزب آفاق تونس
- إياد الدهماني، عضو الحزب اليمقراطي التقدمي
- التيجاني زايد، عضو الحزب اليمقراطي التقدمي
- منجي اللوز، عضو الحزب الديمقراطي التقدمي
- الشادلي فرح، عضو الحزب الديمقراطي التقدمي
- وسام صغير، عضو الحزب الديمقراطي التقدمي
- عصام الشابي، عضو الحزب الديمقراطي التقدمي
- ماهر حنين عضو الحزب الديمقرطي التقدمي
- صاحبي قريري، عضو الحزب الديمقراطي التقدمي
- فوزي عبد الرحمان، عضو بحزب آفاق تونس
- فتحي التوزري، عضو بحزب آفاق تونس
- صلاح الدين الزحاف، رئيس قائمة صوت المستقلّ
- سعيد العايدي، وزير سابق / مستقلّ
- الطيب هويدي، عضو الحزب الديمقراطي التقدمي
- سليم العزابي، الحزب الجمهوري

## تاريخ تأسيس الحزب
أعلن عدد من الأحزاب الوسطية الديمقراطية التونسية الإثنين في مدينة سوسة، عن الاندماج في حزب واحد جديد أطلق عليه اسم «الحزب الجمهوري».
وتم الإعلان عن هذا الحزب الجديد بعد ثلاثة أيام من أعمال مؤتمر توحيدي شاركت فيه تسعة أحزاب تونسية أبرزها الحزب الديمقراطي التقدمي، وحزب آفاق تونس والحزب الجمهوري وحزب الإرادة وحزب الكرامة وحركة بلادي وحزب الديمقراطية والعدالة الاجتماعي، وعدد من الشخصيات السياسية المستقلة.
واختار المشاركون في المؤتمر التوحيدي هيئة تنفيذية للحزب الجديد تتألف من 17 عضوا، فيما أسندت الأمانة العامة للحزب الجديد إلى مية الجريبي، بينما اختير الوزير السابق ياسين إبراهيم لمنصب الأمين التنفيذي للحزب.
ولاحظ مراقبون أن أحمد نجيب الشابي مؤسس الحزب الديمقراطي التقدمي لم يرد إسمه ضمن قائمة أعضاء الهيئة التنفيذية للحزب الجديد الذي سيسعى إلى «تحقيق العدل ومقاومة التهميش والفقر».
وتعتبر عملية الاندماج هذه الثانية من نوعها على مستوى القوى الوسطية الديمقراطية ذات التوجهات اليسارية بعد اندماج حركة التجديد وحزب العمل التونسي ومستقلين من القطب الديمقراطي الحداثي في حزب «المسار الديمقراطي الاجتماعي».

## الأحزاب المنضمة للحزب الجديد
- الحزب الديمقراطي التقدمي.
- الحزب الجمهوري (السابق)
- حزب الكرامة
- حركة بلادي
- حزب العدالة الإجتماعي الديمقراطي

أحزاب انسحبت بعد التأسيس:
- آفاق تونس.